# Expoziția Memorială „Adam Müller-Guttenbrunn”
Expoziția Memorială „Adam Müller-Guttenbrunn” este un muzeu județean din Zăbrani. Expoziția prezintă documente, fotografii, mobilier, obiecte personale și numeroase exemplare ale lucrărilor lui Adam Müller-Guttenbrunn (1852 - 1923), important eseist, critic și om de teatru german, născut în comuna Zăbrani.